# José Murilo Martins
José Murilo de Carvalho Martins (Caxias, 31 de março de 1929), é um médico e escritor brasileiro.

## Biografia
Filho de Antônio Martins Filho e de Maria de Carvalho Martins, José Murilo de Carvalho Martins nasceu em Caxias, no Maranhão, em 31 de março de 1929. Seus pais mudaram-se para a cidade de Fortaleza, capital do estado do Ceará, onde ele fez os cursos primário e ginasial no Colégio Lourenço Filho. Iniciou o curso científico no Colégio Cearense e concluiu-o no Rio de Janeiro, no Colégio Andrews. Graduou-se em Medicina na antiga Faculdade Nacional de Medicina da Universidade do Brasil, em 1953, no Rio de Janeiro. Fez internato no Walter Memorial Hospital, em Chicago, nos Estados Unidos, tendo realizado sua residência em clínica médica e hematologia no Kansas University Medical Center, em Kansas City.
Foi o precursor na criação de cursos e preparação de recursos humanos para atuar nesta especialidade no Ceará. Foi Dr. Murilo Martins também o responsável pela instalação do ambulatório e enfermaria de Hematologia do Hospital Universitário Walter Cantídio.
Foi professor titular da Universidade Federal do Ceará. É membro da Academia Cearense de Medicina, do Rotary Club de Fortaleza e da Academia Cearense de Letras, da qual foi presidente entre 2005 e 2008, ocupando a cadeira nº4.

## Obras
- A Hipocoagulabilidade Sanguínea nas Leucemias Crônicas (1960)
- English for the Foreign Physician (1960)
- Um Tiquim do Ceará (1989)
- O Médico Antônio Jucá (1990)
- Medicina Meu Amor (1991)
- Sessões Clínico-Patológicas do Hospital das Clínicas (1997)
- Faculdade de Medicina da UFC - Professores e Médicos Graduados (1998)
- História da Faculdade de Medicina da UFC, em 5 volumes
- Minha Escola tem Nome e tem História (2000)
- Instantâneos de uma Época - Faculdade Nacional de Medicina (1948/1953) (2001)